# Lukas Gärtner
Lukas Georg Gärtner (* 25. Januar 1995 in Kempen) ist ein deutscher Eishockeyspieler.

## Werdegang
Der Abwehrspieler Lukas Gärtner begann seine Karriere in der Jugendabteilung des Krefelder EV und spielte in der Schüler-Bundesliga sowie in der DNL. Während der Saison 2011/12 spielte Gärtner in der Jugendabteilung der Hannover Indians. Zwei Jahre später nahm Gärtner an einem Trainingscamp des NHL-Clubs Phoenix Coyotes teil. 2014 absolvierte Gärtner noch ein Länderspiel für die deutsche U-20-Nationalmannschaft.
Zur Saison 2014/15 wechselte Lukas Gärtner zu den Löwen Frankfurt, für die er 28 Spiele in der DEL2 bestritt. Am Saisonende wechselte Gärtner zu den Füchsen Duisburg, mit denen er in der Saison 2015/16 Meister der Oberliga Nord wurde. Am Saisonende zog er weiter zum Ligarivalen Crocodiles Hamburg. Dort blieb er eineinhalb Jahre, bevor er sich während der Saison 2017/18 dem Ligakonkurrenten EHC Timmendorfer Strand anschloss.
Es folgten jeweils einjährige Gastspiele bei den Oberligisten Rostock Piranhas und Füchse Duisburg. Nachdem sich die Duisburger nach der Saison 2019/20 aus der Oberliga zurückgezogen hatten, wechselte Gärtner zum Oberligaaufsteiger Herforder EV.